# Tuffi alla XXX Universiade
Le competizioni dei tuffi della XXX Universiade si sono svolte alla Piscina Mostra d'Oltremare a Napoli dal 2 all'8 luglio 2019.

## Podi

### Uomini
| Evento                             | Oro                        | Punti   | Argento                                       | Punti   | Bronzo                                       | Punti   |
| Trampolino 1 m (dettagli)          | Liu Chengming              | 399.00  | Frithjof Seidel                               | 357.75  | Gabriele Auber                               | 356.20  |
| Trampolino 3 m (dettagli)          | Liu Chengming              | 421.20  | Yi Jae-gyeong                                 | 410.05  | Il'ja Molčanov                               | 409.65  |
| Piattaforma 10 m (dettagli)        | José Balleza Isaias        | 453.70  | Huang Bowen                                   | 417.35  | Laurent Gosselin-Paradis                     | 399.10  |
| Trampolino 3 m sincro (dettagli)   | Cina Hu Zijie Li Pingan    | 403.71  | Russia Il'ja Molčanov Nikita Nikolaev         | 373.62  | Italia Andrea Cosoli Francesco Porco         | 362.64  |
| Piattaforma 10 m sincro (dettagli) | Cina Cao Lizhi Huang Zigan | 431.16  | Messico Andrés Villarreal José Balleza Isaias | 403.26  | Canada Laurent Gosselin-Paradis Ethan Pitman | 373.77  |
| Classifica a squadre (dettagli)    | Cina                       | 3638.55 | Messico                                       | 3256.35 | Russia                                       | 3198.04 |

### Donne
| Evento                             | Oro                                        | Punti   | Argento                                     | Punti   | Bronzo                                 | Punti   |
| Trampolino 1 m (dettagli)          | Song Shoulin                               | 258.35  | Wu Chunting                                 | 256.30  | Daria Lenz                             | 244.25  |
| Trampolino 3 m (dettagli)          | Wu Chunting                                | 351.85  | Dolores Hernández                           | 302.15  | Karina Shkliar                         | 299.10  |
| Piattaforma 10 m (dettagli)        | Alejandra Estrella                         | 327.65  | Cho Eun-bi                                  | 281.25  | Gemma Louise McArthur                  | 267.95  |
| Trampolino 3 m sincro (dettagli)   | Messico Dolores Hernández Carolina Mendoza | 291.00  | Cina Leng Minghong Shen Yi                  | 288.60  | Stati Uniti Daria Lenz Carolina Sculti | 274.20  |
| Piattaforma 10 m sincro (dettagli) | Cina Jiao Jingjing Wu Jiao                 | 305.76  | Messico Alejandra Estrella Daniela Zambrano | 276.21  | Corea del Sud Cho Eun-bi Moon Na-yun   | 272.85  |
| Classifica a squadre (dettagli)    | Cina                                       | 2713.89 | Messico                                     | 2472.16 | Corea del Sud                          | 2278.07 |

### Misto
| Evento                             | Oro                                            | Punti  | Argento                                | Punti  | Bronzo                                  | Punti  |
| Trampolino 3 m sincro (dettagli)   | Cina Hu Zijie Wu Chunting                      | 301.38 | Russia Egor Lapin Evgenia Selezneva    | 287.40 | Messico Carolina Mendoza Adán Zúñiga    | 279.45 |
| Piattaforma 10 m sincro (dettagli) | Messico José Balleza Isaias Alejandra Estrella | 311.13 | Cina Huang Zigan Jiao Jingjing         | 308.88 | Russia Ilia Smirnov Daria Selvanovskaia | 286.32 |
| Gara a squadre mista (dettagli)    | Cina Jiao Jingjing Huang Bowen                 | 381.80 | Messico Alejandra Estrella Adán Zúñiga | 358.80 | Corea del Sud Cho Eun-bi Yi Jae-gyeong  | 357.20 |

## Medagliere
| Pos.   | Paese         |    |    |    | Totale |
| ------ | ------------- | -- | -- | -- | ------ |
| 1      | Cina          | 11 | 4  | 0  | 15     |
| 2      | Messico       | 4  | 6  | 1  | 11     |
| 3      | Russia        | 0  | 2  | 4  | 6      |
| 4      | Corea del Sud | 0  | 2  | 3  | 5      |
| 5      | Germania      | 0  | 1  | 0  | 1      |
| 6      | Canada        | 0  | 0  | 2  | 2      |
| 6      | Italia        | 0  | 0  | 2  | 2      |
| 6      | Stati Uniti   | 0  | 0  | 2  | 2      |
| 9      | Gran Bretagna | 0  | 0  | 1  | 1      |
| Totale | Totale        | 15 | 15 | 15 | 45     |